# Ernst

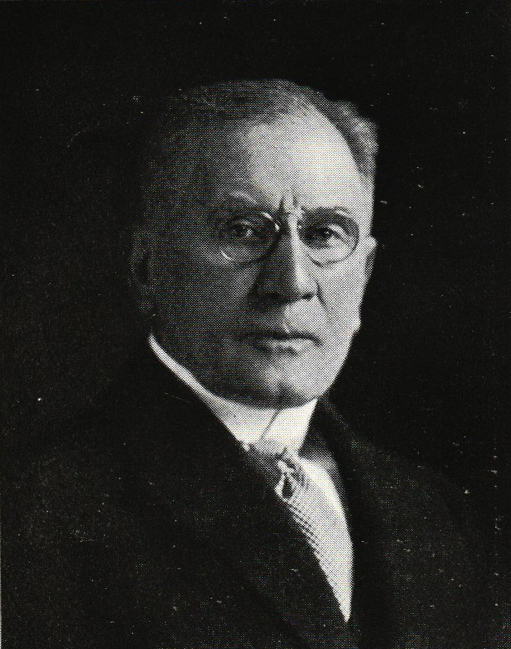
Ernst Trygger.

Ernst är ett mansnamn av tyskt ursprung och har betydelsen allvar. Det har använts i Sverige sedan 1300-talet och stavades i början mestadels Ernest, vilket fortfarande är normen i engelskan. 
Namnet Ernst hörde till de allra vanligaste kring förra sekelskiftet (20:e plats) och några decennier in på 1900-talet. 31 december 2005 fanns det totalt 14505 personer i Sverige med namnet, varav 5579 med det som tilltalsnamn. År 2003 fick 86 pojkar namnet, varav 5 fick det som tilltalsnamn. Ernst kan även vara ett efternamn.
Ernst har namnsdag tillsammans med Erna den 2 mars sedan 1831. I den finlandssvenska namnsdagslängden har Ernst namnsdag 13 mars sedan starten 1929, då en egen namnsdagskalender togs i bruk för finlandssvenskar.

## Kända personer med namnet Ernst

### Furstar
- Ernst August I av Hannover
- Ernst av Österrike
- Ernst Bekännaren av Braunschweig-Lüneburg

### Övriga
- Ernst Abbe, tysk fysiker och astronom
- Ernst Ahlgren, pseudonym
- Ernst Alm, svensk skidåkare
- Ernst Immanuel Bekker
- Ernst Biberstein
- Ernst Billgren, svensk konstnär
- Ernst Busch (militär)
- Ernst Brunman
- Ernst Brunner, svensk författare
- Ernst Boris Chain, tyskfödd brittisk biokemist, mottagare av Nobelpriset i fysiologi eller medicin 1945
- Ernst Didring, svensk författare
- Ernst Eklund
- Ernst Fast, friidrottare, tog Sveriges första OS-medalj (brons 1900)
- Ernst Fastbom
- Ernst Otto Fischer
- Ernst Gräfenberg
- Ernesto Guevara
- Ernst Günther, svensk skådespelare
- Ernst Haeckel
- Ernest Hemingway, amerikansk författare och nobelpristagare
- Ernst Hård, svensk bandyspelare
- Ernst Josephson, svensk konstnär
- Ernst-Hugo Järegård, svensk skådespelare
- Ernst Jünger, konservativ skriftställare
- Ernst Kaltenbrunner, SS-officer
- Ernst Kirchsteiger, svensk programledare i TV
- Ernst Klein, svensk journalist
- Ernst Detlof von Krassow
- Ernest Lawrence, amerikansk fysiker, nobelpristagare 1939
- Ernst Linder, svensk generalmajor av finsk härkomst, dressyrryttare, OS-guld 1924
- Ernst Lubitsch, amerikansk regissör
- Ernst Lyberg
- Ernst Lönegren
- Ernst Mach
- Ernst von Mansfeld, tysk militär
- Ernst Meyer
- Ernst Nilsson (brottare), OS-brons 1920
- Ernst Nygren
- Ernst Reuter, Västberlins borgmästare 1948-1953
- Ernst Rolf, svensk revykung
- Ernst Rosell, sportskytt, OS-guld 1908
- Ernst Ruska
- Ernest Rutherford, nyzeeländsk-brittisk fysiker och nobelpristagare
- Ernst Röhm, chef för SA
- Ernst Rönnbäck, finländsk skriftställare och politiker
- Ernest Shackleton, brittisk polarforskare
- Ernst Stenhammar, svensk arkitekt
- Ernst Wilhelm Leberecht Tempel
- Ernst Thoms, tysk målare
- Ernst Thälmann
- Ernst Toller
- Ernst Trygger, svensk statsminister
- Ernst Udet
- Ernst Urbach
- Ernest Walton, irländsk fysiker, nobelpristagare
- Ernst Wellton
- Ernst Westerlund, "Enköpingsdoktorn"
- Ernst Wide, friidrottare, bragdmedaljör, (medeldistansare)
- Ernst Wigforss
- Ernst Zündel

### Efternamnet Ernst
- Adolf Ernst, tysk-venezuelansk naturforskare
- Heinrich Wilhelm Ernst, violinist och kompositör från Mähren
- Jacob Frederik Marius Ernst, dansk militär
- Kajsa Ernst, svensk skådespelerska
- Max Ernst, tysk målare, grafiker och skulptör
- Richard R. Ernst, schweizisk nobelpristagare i kemi år 1991
- Thomas Ernst, svensk mästare i schack år 1993

### Fiktiva personer
- Ernst Stavro Blofeld, i James Bond